# سانوک
سانوک (به لهستانی:  Sanok) یک منطقهٔ مسکونی در لهستان است که در شهرستان سانوک واقع شده‌است. سانوک ۳۸٫۱۵ کیلومتر مربع مساحت و ۳۸٬۳۹۷ نفر جمعیت دارد.

## خواهرخوانده
شهرهای راینهایم (اودنوالد)، جنجوش، اوسترشوند و کامیانتس-پودیلسکیی خواهرخوانده‌های سانوک هستند.